# Pril geluk
Pril geluk was een Nederlandse televisieserie uit 1995, die werd uitgezonden op de zender Veronica en later herhaald op RTL 5. In februari 2011 is deze serie herhaald op Comedy Central Family.
De serie heeft slechts een enkel seizoen bestaan en bestond uit dertien afleveringen van ieder 25 minuten, waarbij de eerste 2 uitzendingen oorspronkelijk aan elkaar werden uitgezonden.
De serie volgde een gescheiden man met twee zoons, die is getrouwd en gaat samenwonen met een gescheiden vrouw die twee dochters heeft. Een van de zoons krijgt vervolgens ook een relatie met een van de meisjes, maar het integreren van de beide gezinnen blijkt toch minder eenvoudig dan aanvankelijk verwacht.
De regie was in handen van Jurriën Rood, het scenario werd geschreven door Edwin de Vries. Script Editing door Peter Römer en Haye van der Heyden. De productie werd verzorgd door Sabine Brian en Vincent van der Vliet voor John de Mol Produkties BV.

## Rolverdeling

### Hoofdrollen
- Porgy Franssen - Rutger Boas
- Kika Mol - Ien van der Meer
- Mattijn Hartemink - Ron
- Lex Passchier - Chiel
- Simone Gablan - Meis
- Halina Reijn - Sanne

### Gastrollen
- Adriaan Adriaansen - verhuizer (aflevering 1)
- Louis de Boer - verhuizer (aflevering 1)
- Nico Schaap - taxichauffeur (aflevering 2)
- Esther Waij - Annelies (aflevering 4)
- Bennie den Haan - bezoeker houseparty (aflevering 5)
- Joep Onderdelinden - Egbert de Boer (aflevering 7)
- Han Kerckhoffs - ex van Ien/vader van Sanne en Meis (aflevering 9/aflevering 11)
- Isabelle Brinkman - Chantal (aflevering 9)
- Hein van der Heijden - ober (aflevering 10)
- Rolf Leenders - Henkie (aflevering 10)
- Celia van den Boogert - Miranda/moeder van Ron en Chiel (aflevering 11)
- Bodil de la Parra - Jong-Jaam (aflevering 12)
- Ottolien Boeschoten - Flora (aflevering 13)

## Afleveringen
- 1. de verhuizing (pilot)
- 2. jaloezie
- 3. lingerie
- 4. uit
- 5. trouwen
- 6. de eerste keer
- 7. de vriend van Meis
- 8. overgang
- 9. de ex van Ien
- 10. zeshonderd gulden
- 11. de ex van Rutger
- 12. sociaal voelend
- 13. dagunja (slot)